# Claude François Dorothée de Jouffroy d'Abbans
Claude François Dorothée, marqués de Jouffroy D'Abbans (Roches-sur-Rognon, Champagne, 1751  - Paris, 1832) fue un ingeniero francés recordado por haber sido el primer inventor del barco de vapor.
En 1773, Jouffroy D'Abbans estudió la Pompe à feu (bomba contraincendios) junto a los hermanos Perier, la cual había sido utilizada como fuerza motriz por el dispositivo hidráulico desarrollado por Chaillot, con el fin de conseguir la propulsión de una embarcación.
En 1776, D'Abbans desarrolla un buque de vapor de trece metros, Palmipède (palmípeda) en el cual el motor movía unas aletas equipadas con aspas giratorias. El barco navegó por el río Doubs en junio y julio de aquel año.

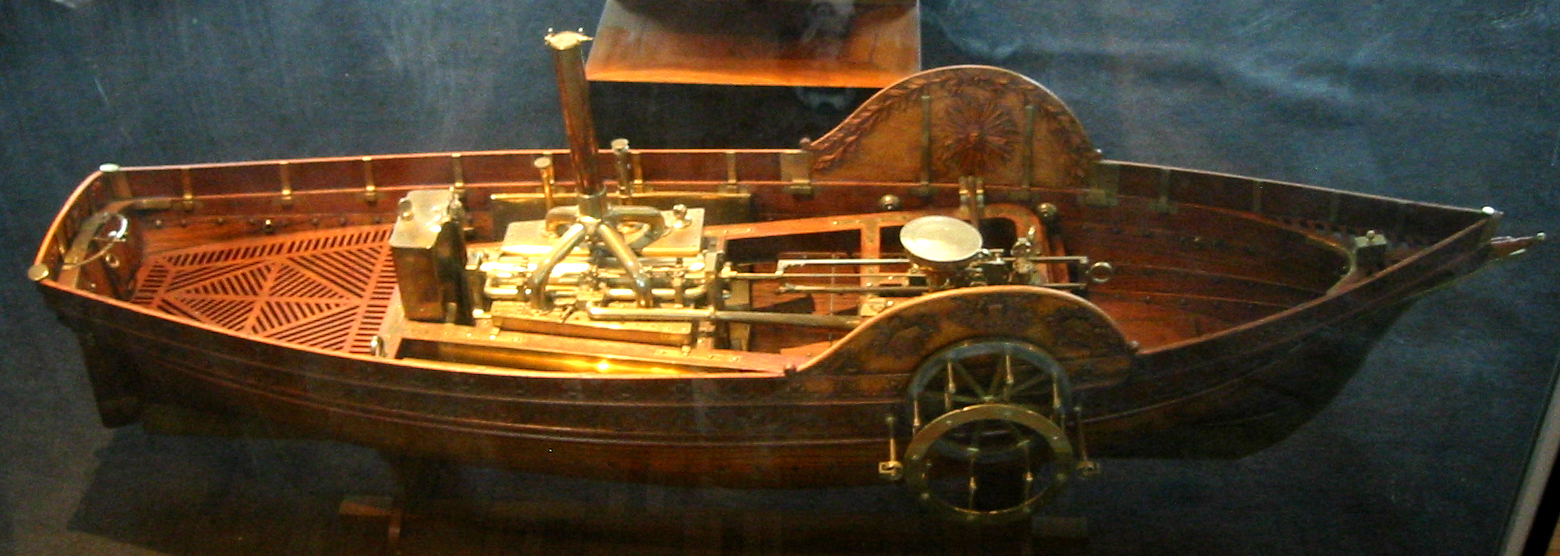
Modelo de buque de vapor, construido en 1784 por Jouffroy d'Abbans, con el propósito de convencer a Perier para su invención.

En 1783, fabricó un barco de vapor de ruedas llamado el Piróscafo en el río Saona. Sin embargo, la Academia de Ciencias de Francia prohibió el uso de su nueva invención en París, designando a Perier, uno de los competidores de D'Abbans cuyos intentos habían fracasado, a inspeccionar el proyecto. Ulteriores contratiempos acarreados por la Revolución Francesa obstaculizaron su progreso. Su reivindicación fue reconocida por Arago y en 1840 por la Academia Francesa. Jouffroy publicó Les bateaux à vapeur y escribió para la Academia Mémoires sur les pompes à feu. Arruinado, se retiró al Palacio Nacional de los Inválidos donde murió de cólera.
En 1803, después de más de 20 años del viaje inaugural de D'Abbans, Robert Fulton conseguiría desembarcar con éxito un barco de vapor a partir de sus ideas en el Sena.